# يوهان كريستيان هالمان
يوهان كريستيان هالمان Johann Christian Hallmann (ولد في سنة 1640 تقريبا في شليزيا – ومات في حوالي سنة 1716 في فيينا) هو كاتب مسرحي ألماني ينتمي إلى حقبة الباروك.

## حياته
كتب هالمان أولى مسرحياته وهو ما زال في المدرسة الثانوية، وكانت مسرحية تعليمية. درس علوم القانون وخاصة القانون المدني في يينا. عاد إلى بريسلاو ليعمل متدربا في المحكمة، وما لبث أن تحول العمل المسرحي وشعر المناسبات. وكانت مسرحياته ذات الصبغة الأوبرالية تعرض أكثر من مرة في مناسبات ثابتة.
فقد كتب أكثر من 18 مسرحية بخط يده. أحاط الغموض بالسنوات الأخيرة من حياة هالمان. فبعد تحوله إلى المذهب الكاثوليكي، عاش ومات في فقر مدقع في فيينا.